# De Lloyd
De Lloyd was een Belgische krant.

## Historiek
De krant werd uitgegeven sinds 1858 en was daarmee het oudste dagblad van België. Bij de start werd het toenmalige Franstalig dagblad uitgegeven onder de naam Lloyd Anversois. De krant richtte zich vooral naar het Antwerpse havengebeuren maar nam geleidelijk de gehele transportsector tot onderwerp. De Lloyd Anversois was de opvolger van de sinds 1837 gepubliceerde 'La Trompette'. Pas in 1979 kwam er een Nederlandstalige versie, in 2011 verdween de Franstalige editie. De Nederlandse versie ging verder als weekblad.
Op vrijdag 14 juni 2013 meldde Michel Schuuring, de managing director van uitgever Delta Publishing, dat De Lloyd het faillissement had aangevraagd. De krant had af te rekenen met dalende reclame-inkomsten. Het bedrijf had toen zestien werknemers in vaste dienst, onder wie acht journalisten. Op 15 oktober 2013 werd de opvolger van 'De Lloyd' voorgesteld. Het 16 bladzijden tellende papieren weekblad en het digitaal blad 'Flows', een initiatief van Alfaport, de federatie van havengebonden en logistieke bedrijven in de Haven van Antwerpse haven. Het kreeg de volle medewerking van het Gemeentelijk Havenbedrijf Antwerpen en Port+. De uitgave gebeurde bij de Roularta Media Group.
De samenwerking met Roularta was van korte duur. Sinds eind 2014 is Flows.be een online nieuwsplatform voor de logistieke sector in België met dagelijkse nieuwsupdates. Flows.be is eigendom van de vzw Havenkoepel die de verenigingen van de private havenbedrijven overkoepelt. Het Havenbedrijf Antwerpen maakt geen deel uit van de eigenaarsstructuur. De berichten op www.flows.be zijn uitsluitend leesbaar voor betalende abonnees. Intussen groeide het bereik uit tot meer dan 3 miljoen pageviews (cijfers 2019).
De Lloyd werd gepubliceerd door Delta Publishing, dat sinds 2002 een onderdeel is van de Duitse uitgeverij DVV Media Group.